# Washington Ortuño
Wáshington Ortuño (Montevideo, 1928. május 13. – 1973. szeptember 15.) világbajnok uruguayi labdarúgó, fedezet.

## Pályafutása
1946 és 1954 között a Peñarol labdarúgója volt, ahol két bajnoki címet szerzett. 1951-ben egy súlyos sérülés miatt hosszú ideig nem játszhatott. 1954-ben megpróbált visszatérni, de kénytelen volt végleg visszavonulni.
Az 1950-es brazíliai világbajnokságon tagja volt a világbajnoki aranyérmet szerző csapatnak, de sem a tornán, sem máskor nem lépett pályára az uruguayi válogatottban.

## Sikerei, díjai
Uruguay
- Világbajnokság
  - aranyérmes: 1950, Brazília

 Peñarol
- Uruguayi bajnokság
  - bajnok (2): 1949, 1951